# Saint-Quijeau
Saint-Quijeau était une trève de la paroisse de Plouguer, incorporée à la commune de Plouguer à partir de 1790. La commune de Plouguer a fusionné avec celle de Carhaix en 1956 sous le nom de Carhaix-Plouguer.

## La trève de Saint-Quijeau
La trève de Saint-Quijeau est évoquée pour la première fois en 1292-1293. Son nom provient de saint Quijeau (ou saint Ceido ou saint Citiaw), originaire du Pays de Galles, saint plus ou moins mythique de l'Armorique, qui aurait été un compagnon de saint Corentin. Elle était située juste au sud de la ville de Carhaix[réf. nécessaire].

## La famille de Saisy de Kerampuil
La famille de Saisy, devenue ensuite "de Saisy de Kerampuil" a habité sans discontinuer le château de Kerampuil en Saint-Quijeau pendant plus de quatre siècles et marqué à maintes reprises l'histoire de Carhaix. Sa généalogie est connue.
La famille de Kerampuil, qui habitait le château du même nom situé en Saint-Quijeau a fourni plusieurs conseillers au Parlement de Bretagne:
- Alain I de Saisy, le premier de la lignée dont l'histoire a retenu le nom, était déjà seigneur de Kerampuil sous le règne du roi Charles V. Il joua un rôle important dans la conquête du Poitou et décéda en 1379.
  - Alain II de Saisy (vivait en 1400)
    - Guillaume I de Saisy, seigneur de Kerampuil, marié avec Fleurine Le Scanff eut au moins trois enfants dont :
      - Pierre I de Saisy, marié avec Marguerite du Renquier, eut trois enfants dont :
        - Pierre II de Saisy, seigneur de Kerampuil, fut le premier à ajouter le nom de Kerampuil à son nom. Marié avec Germaine de Kervennec le 20 novembre 1456, il eut trois enfants dont :
          - Hervé de Kerampuil, abbé et restaurateur de l'abbaye de Saint-Maurice, près de Quimmperlé.
          - Jean I de Kerampuil (le fils aîné), marié le 25 septembre 1526 avec Marie de Kerprigent, eurent 5 enfants dont :
            - Pierre de Kerampuil, connu  aussi sous le nom de "Monsieur de Goazanvot", qui fut procureur du Roi près de la cour de Carhaix
            - Gilles de Kerampuil, né vers 1530, prêtre, fut chanoine de la collégiale de Carhaix et recteur des paroisses de Cléden-Poher, Motreff et Tréogan. Il fit édifier le calvaire de Cléden-Poher.
            - Jean II de Kerampuil, écuyer, marié le 24 septembre 1547 avec Suzanne du Rufflay, fut nommé procureur du Roi en la cour de Karaës (Carhaix) le 5 avril 1567. Pendant les guerres de la Ligue, il soutint le parti du Roi contre les ligueurs et fut fait prisonnier en février 1590 par le seigneur de Camor, devant payer une rançon de 2250 écus pour sa libération, et une autre rançon en septembre 1590 pour la libération du sieur de Launay, Guillaume Olymant, fait prisonnier par les soldats pillards de La Tremblaye et Yves du Liscoët qui avaient alors pris Carhaix pour le compte du roi Henri IV.
              - Henry I de Kerampuil, seigneur du Boisriou,fut conseiller du Roi et procureur du Roi à la Cour de Carhaix. Il décéda en août 1631.
                - Henry II de Kerampuil obtint par l'arrêt de la réformation de la noblesse en date du 31 janvier 1699 la reconnaissance que lui-même et son cousin Charles de Kerampuil, seigneur de La Haye, étaient « nobles et issus d'ancienne extraction noble ». Il épousa Catherine Le Veyer, mais après le décès de son épouse et aussi en raison d'ennuis financiers, il se fit prêtre, habitant un temps le manoir de Goazanvot en Locarn et mourut le 28 janvier 1700 à Saint-Pol-de-Léon où il fut inhumé dans l'église des Carmes. Il avait eu six enfants dont :
                  - Guillaume de Kerampuil, marié le 23 janvier 1679 en la chapelle de Saint-Nicodème[4], trève du Quillio, avec Jacquette Le Lart du Roz, décéda le 5 mai 1686 à Kerampuil. Le couple eût trois enfants :
                    - Marie-Sébastienne, baptisée en la collégiale de Saint-Trémeur de Carhaix le 4 octobre 1681
                    - Charles-René
                    - Henry-Albert de Saisy de Kerampuil (le fils aîné), né le 7 août 1680 à Kerampuil et baptisé le lendemain en la collégiale Saint-Trémeur. Il devint conseiller au Parlement de Bretagne par lettres royales du 16 septembre 1712, mais dut temporairement s'exiler à Autun en 1719 et 1720 car il fut l'un des conseillers qui portèrent au Roi une lettre de remontrance. Il avait épousé le 22 octobre 1711 Anne Perrinne Colin de La Biochaye. Le couple eût trois enfants dont :
                      - Marie-Renée de Saisy de Kerampuil, née le 30 décembre 1715 à Kerampuil et qui épousa le marquis Jean-Jacques-Claude de Kersauson.
                      - Claude-Gabrielle de Saisy de Kerampuil, née le 1er mai 1717 à Kerampuil et baptisée à Saint-Quijeau.
                      - Pierre-Sébastien, décédé enfant
                      - Charles-Robert de Saisy (le fils aîné), comte de Kerampuil, baptisé le 31 janvier 1714 à l'église Saint-Sulpice à Paris, devint conseiller au Parlement de Bretagne par lettres royales du 25 avril 1738 et le resta jusqu'en 1775, date à laquelle il donna sa démission dans le cadre d'une démission collective de plusieurs conseillers du dit Parlement. Il épousa Sylvie-Charlotte de Rosmar le 20 octobre 1752. Celle-ci mourut jeune et fut enterrée dans l'église de Saint-Quijeau où la famille de Kerampuil avait l'habitude d'enterrer ses morts :« Le corps de dame Sylvie-Charlotte de Rosmar, épouse et dame comtesse de Quérampuil, conseiller au Parlement de Bretagne, morte hier, âgée d'environ 27 ans, a ezté inhumé en cette église le quatre aoust mille sept cent soixante et quatre (4 août 1764)[5] ». Charles-Robert de Saisy de Keramampuil mourut à Kerampuil en pleine Terreur le 13 septembre 1793, seul (la plupart de ses enfants avaient émigré) et âgé de 80 ans. Il fut enterré dans le cimetière de Saint-Quijeau. On dit de lui qu'il était l'un des rares gentilshommes bretons de son époque sans dettes. C'est lui qui vers 1760 reconstruisit le château de Kerampuil à un emplacement légèrement différent de celui du château précédent[6]. Parmi ses enfants :
                        - Charles-Marie-François, comte de Saisy de Kerampuil, né le 2 décembre 1753 au manoir de Runegoff en Pédernec, émigra en 1792 en Angleterre et ne rentra en France qu'après l'amnistie accordée aux émigrés. Il mourut à Guingamp le 23 février 1850.
                        - Henry-Jacques de Saisy de Kerampuil, dit "le chevalier de Kerampuil", né le 1er juin 1756 au manoir de Runegoff en Pédernec, émigré lui aussi pendant la Révolution française, devint lieutenant-colonel de cavalerie pendant la Restauration, chevalier de l'Ordre de Saint-Louis et devint maire de Carhaix. Célibataire, il mourut le 7 mars 1838 à Carhaix.

## L'église de Saint-Quijeau
La paroisse de Saint-Quijeau fut en 1791 supprimée par l'Assemblée constituante : « Il n'y aura, pour la ville de Carhaix et les campagnes environnantes, qu'une seule paroisse, qui sera desservie sous l'invocation de saint Trémeur, dans l'église ci-devant collégiale de cette ville. La paroisse de Plounévézel, Sainte-Catherine sa succursale, ainsi que les succursales de Saint-Quijeau et Treffrin sont supprimées et réunies à la paroisse de Carhaix ; l'église de Plounévézel et celle de Treffrin sont conservées comme oratoires ».
Cette église a été détruite en 1793 et vendue comme bien national. Elle était située tout près du couvent des Hospitalières. « On voit encore, le long du mur qui cerne l'enclos, la base de l'église avec son cordon de pierres de taille à moulures » écrit la comtesse du Laz en 1896.

## Traces actuelles
Elles sont très peu nombreuses, en dehors de l'existence d'une rue Saint-Quijeau dans l'actuelle ville de Carhaix.

## Les autres Saint-Quijeau
- Un hameau (« village » dans le vocabulaire local) de la commune de Poullaouen porte le nom de Saint-Quijeau. La chapelle Note-Dame du Paradis s'y trouve[8].
- Un château (manoir) de Saint-Quijeau existe à Lanvénégen (Morbihan)[2].